# Pierre du Domaine
La Pierre du Domaine est un menhir situé à Plerguer dans le département français d'Ille-et-Vilaine.

## Protection
L'édifice est classé au titre des monuments historiques en 1889.

## Description
C'est un beau monolithe en granite à grains fins en forme d'obélisque quadrangulaire d'une hauteur de 4,12 m. Les grandes faces sont orientées à l'est et à l'ouest avec une largeur respective de 1,20 m et 1 m.
Selon Danjou de la Garenne, il existait un second menhir renversé situé à environ 100 m du précédent qui en 1880 était déjà détruit.

## Légende
Deux armées s'affrontèrent sur le site et le combat fut si acharné qu'en fin de journée il ne restait que deux combattants adverses. La pierre surgit entre eux et les empêcha de s'entretuer. Soupçonnant un signe divin, les deux combattants s'interrogèrent et découvrirent qu'ils étaient frères,.